# Lucille Ball

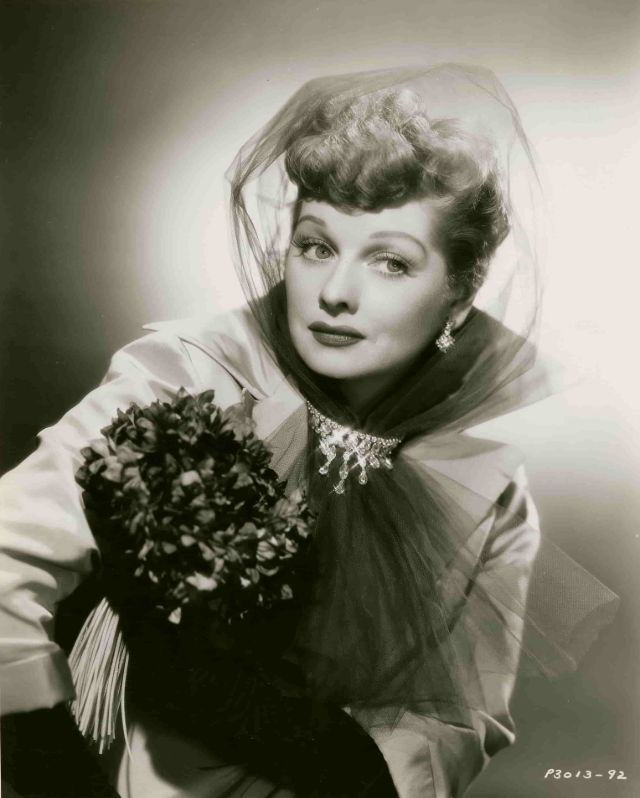
Lucille Ball (1949)

Lucille Désirée Ball (* 6. August 1911 in Jamestown, New York; † 26. April 1989 in Beverly Hills, Kalifornien) war eine US-amerikanische Schauspielerin sowie Film- und Fernsehproduzentin. In den 1930er- und 1940er-Jahren war sie in zahlreichen Hollywood-Filmen zu sehen, ehe sie ab 1951 als Star der Fernsehsendung I Love Lucy zu einer der beliebtesten Fernsehkomikerinnen Amerikas aufstieg. Bei I Love Lucy und nachfolgenden Fernsehserien mit der Figur der „Lucy“ war sie mit ihrer Firma Desilu Productions als Produzentin beteiligt und damit die erste Chefin eines größeren Filmstudios im amerikanischen Showgeschäft.

## Leben
Nach dem Tod ihres Vaters Henry Durrell Ball (1887–1915) wurde Lucille Ball von ihrer berufstätigen Mutter Désirée Eveline Hunt (1892–1977) und ihren Großeltern aufgezogen. Sie zog nach New York, um Schauspielerin zu werden, und hatte einigen Erfolg als Mannequin und Revuetänzerin.
Im Jahr 1933 ging sie nach Hollywood, um eine Filmkarriere zu starten. In den 1930ern stand sie bei RKO und Columbia Pictures unter Vertrag und arbeitete sich von kleinen, im Abspann ungenannten Rollen langsam zu substanzielleren Parts nach oben. Sie spielte viele Nebenrollen, unter anderem in Room Service mit den Marx Brothers; Hauptrollen hatte sie vor allem in unbedeutenderen Filmen wie Next Time I Marry. In prestigeträchtigeren Produktionen bekam sie diese meist nur dann, wenn alle größeren Stars bei RKO die Rolle bereits abgelehnt hatten. In den 1940er-Jahren wechselte sie zu Metro-Goldwyn-Mayer, kam allerdings auch hier nicht zu größeren Filmerfolgen und kehrte schließlich zu Columbia zurück. In Hollywood-Kreisen war sie als „B-Movie-Königin“ bekannt (mit Macdonald Carey als ihrem „König“).
Bei den Dreharbeiten zur Verfilmung des Musicals Too Many Girls lernte sie Desi Arnaz kennen und heiratete ihn im Jahr 1940. Das Paar hatte zwei Kinder: Lucie Arnaz und Desi Arnaz junior.
Im Jahr 1948 wurde sie als leicht verrückte Ehefrau in der Radiosendung My Favorite Husband besetzt. Die Sendung war erfolgreich, und CBS bat sie, die Radioshow zu einer Fernsehsendung fortzuentwickeln. Sie willigte ein, bestand aber darauf, mit ihrem Mann Desi Arnaz zu arbeiten. Die Fernsehsendung I Love Lucy war geboren.

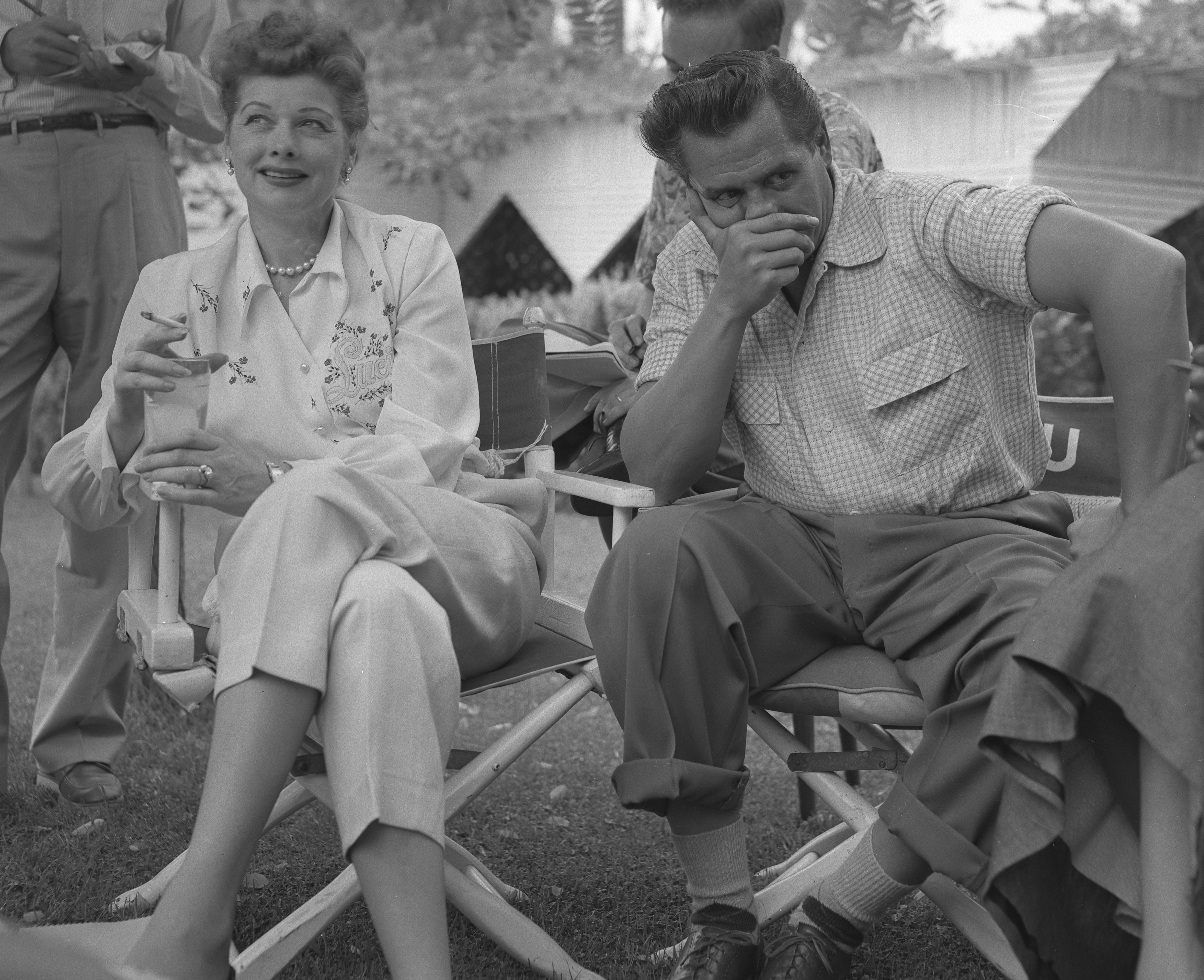
Lucille Ball und Desi Arnaz (1953)

I Love Lucy war nicht nur ein Starvehikel für Lucille Ball, sondern auch ein Versuch, ihre Ehe mit Desi Arnaz zu retten, die unter den hektischen Terminplänen beider litt. Als Nebeneffekt erfand sie praktisch die Sitcom und war einer der ersten Stars, der mit einem Live-Publikum drehte.

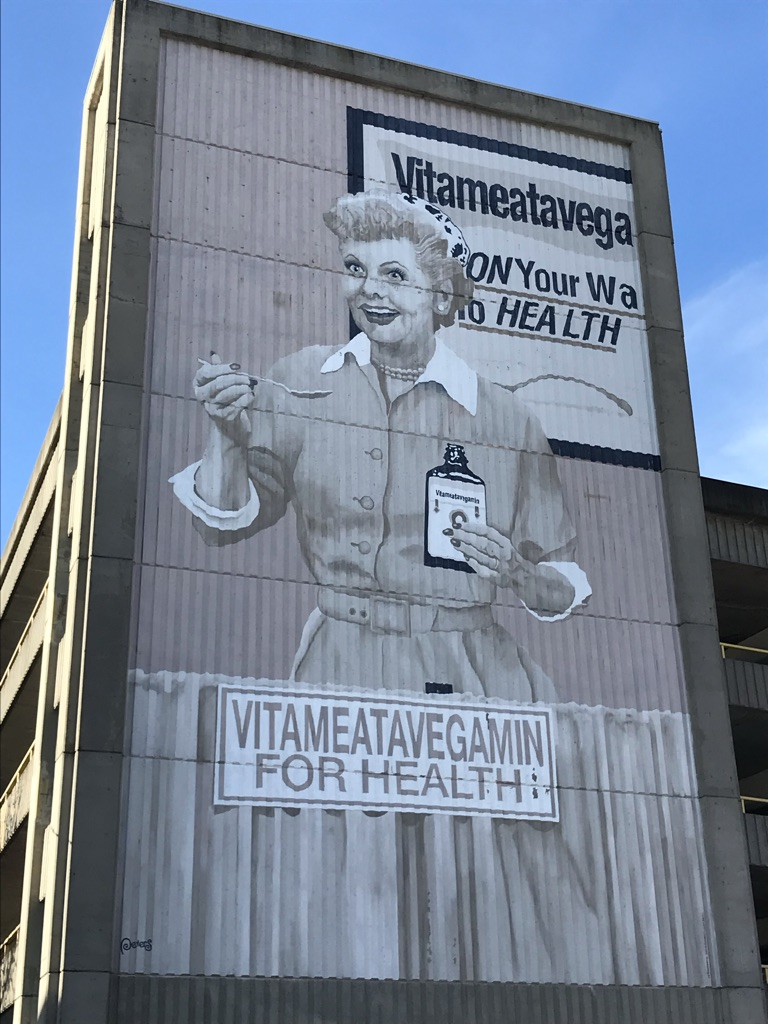
Lucy-Wandbild in Jamestown, New York

Die Show wurde direkt auf Filmmaterial aufgenommen, anders als die meisten anderen Fernsehsendungen der damaligen Zeit, die im qualitativ minderwertigen Kinescope-Verfahren Bilder eines Fernsehmonitors abfilmten. Die bessere Qualität der Lucy-Show ermöglichte die Wiederholung per Syndication (bei unabhängigen Fernsehsendern, die nicht einem der großen Fernseh-Networks ABC, CBS oder NBC angehören). Bei der Produktion von I Love Lucy erfand der aus Deutschland stammende Kameramann Karl Freund den „3-Kamera-Aufbau“ („3-camera setup“), heutzutage Standard im Fernsehen. Eine weitere ungewöhnliche Technik, die bei der Lucy-Show verwendet wurde, war das Übermalen unerwünschter Schatten und das Verdecken von Beleuchtungsfehlern mit Farbe, die in verschiedenen Schattierungen von weiß bis mittelgrau zu diesem Zweck im Studio bereitgehalten wurde.
Auf I Love Lucy (1951–1957) folgten die Fortsetzungen The Lucy-Desi Comedy Hour (1957–1960) und The Lucy Show (1962–1968), die später in Here’s Lucy (1968–1974) umbenannt wurde. Einige Folgen liefen unter dem Titel Hoppla Lucy 1971/72 im ZDF. Eine weitere Fernsehsendung, Life with Lucy, floppte 1986 bei Kritik und Zuschauern gleichermaßen.

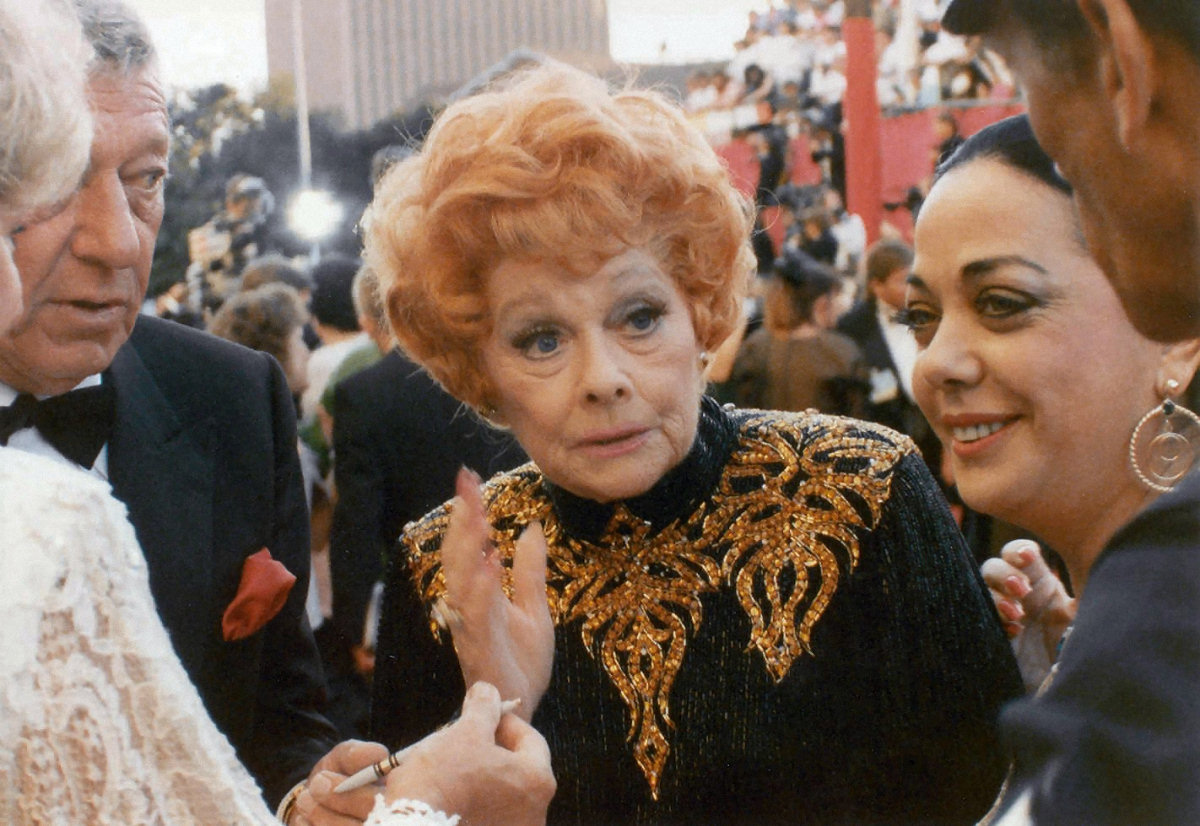
Lucille Ball bei der Oscarverleihung 1989, vier Wochen vor ihrem Tod

Zusammen mit ihrem Mann Desi Arnaz gründete Lucille Ball in Hollywood das Studio Desilu Productions und war damit die erste Frau, die ein Hollywood-Studio besaß (wenn es auch keine Filme, sondern Fernsehsendungen produzierte). Im Jahr 1956 kaufte Desilu das RKO-Gelände und zog dorthin um. Im Jahr 1960 wurde die Ehe von Lucille Ball und Desi Arnaz nach Problemen von Arnaz mit Alkohol, Drogen und anderen Frauen geschieden. Lucille Ball kaufte ihm seinen Anteil ab und war damit Alleineigentümerin des Studios. In den folgenden Jahren entwickelte Desilu unter anderem die bekannten Fernsehserien Star Trek und Kobra, übernehmen Sie. Im Jahr 1967 wurde Desilu an die Firma Gulf and Western Industries verkauft, die Desilu mit den Paramount-Studios (auf dem Grundstück direkt daneben gelegen) zusammenlegte.
Lucille Ball starb an Aortendissektion im Alter von 77 Jahren. Sie wurde im Forest Lawn Memorial Park in Los Angeles beigesetzt, aber später von ihren Kindern, Desi Arnaz jr. und Lucie Arnaz, auf den Lake View Cemetery in ihrer Geburtsstadt Jamestown umgebettet.

## Filmografie (Auswahl)
- 1933: The Bowery
- 1934: Alles liebt, alles lügt (The Affairs of Cellini)
- 1934: Bulldog Drummond schlägt zurück (Bulldog Drummond Strikes Back)
- 1934: Alles Schwindel! (Bottoms Up)
- 1934: Broadway Bill
- 1935: Stadtgespräch (The Whole Town’s Talking)
- 1935: I Dream Too Much
- 1936: Chatterbox
- 1936: That Girl from Paris
- 1936: Winterset
- 1936: Dummy Ache
- 1936: Marine gegen Liebeskummer (Follow the Fleet)
- 1937: Bühneneingang (Stage Door)
- 1938: Having Wonderful Time
- 1938: Joy of Living
- 1938: Next Time I Marry
- 1938: Room Service
- 1939: Twelve Crowded Hours
- 1940: Dance, Girl, Dance
- 1941: A Girl, a Guy, and a Gob
- 1942: Tal des Todes (Valley of the Sun)
- 1942: The Big Street
- 1943: Du Barry Was a Lady
- 1945: Zu klug für die Liebe (Without Love)
- 1945: Broadway Melodie 1950 (Ziegfeld Follies)
- 1946: Feind im Dunkel (The Dark Corner)
- 1946: Eine Falle für die Braut (Easy to Wed)
- 1947: Angelockt (Lured)
- 1949: Der besiegte Geizhals (Sorrowful Jones)
- 1949: Miss Grant Takes Richmond
- 1950: Die Männerfeindin (A Woman of Distinction)
- 1950: Herz in der Hose (Fancy Pants)
- 1950: Seine Frau hilft Geld verdienen (The Fuller Brush Girl)
- 1951: Der rote Falke von Bagdad (The Magic Carpet)
- 1951–1957: I Love Lucy (Fernsehserie, 180 Folgen)
- 1953: Villa mit 100 PS  (The Long, Long Trailer)
- 1956: Mein Engel und Ich (Forever, Darling)
- 1957–1960: The Lucy-Desi Comedy Hour (Fernsehserie, 13 Folgen)
- 1960: So eine Affäre (The Facts of Life)
- 1962–1968: Hoppla Lucy! (The Lucy Show; Fernsehserie, 156 Folgen)
- 1963: Tu das nicht, Angelika (Critic’s Choice)
- 1967: Leitfaden für Seitensprünge (A Guide for the Married Man)
- 1968: Deine, meine, unsere (Yours, Mine and Ours)
- 1968–1974: Here’s Lucy (Fernsehserie, 144 Folgen)
- 1974: Mame
- 1974: Fröhliche Silberhochzeit (Happy Anniversary and Goodbye; Fernsehfilm)
- 1974: Lucy im Glück (Lucy Gets Lucky; Fernsehfilm)
- 1975: Dreimal zwei (Three for Two; Fernsehfilm)
- 1977: Lach’ mit Lucille Ball: Ein ganz besonderer Gast zum Dinner (Lucy Calls the President; Fernsehfilm)
- 1985: Ein Bett aus Asphalt (Stone Pillow; Fernsehfilm)
- 1986: Life with Lucy (Fernsehserie, 13 Folgen)

## Filmbiografie
Die Serie I Love Lucy ist Gegenstand des Spielfilms Being the Ricardos (2021) von Aaron Sorkin. Die Hauptrollen von Lucille Ball und Desi Arnaz übernahmen Nicole Kidman und Javier Bardem. An der Produktion des Films waren auch Balls und Arnaz’ Kinder beteiligt.

## Auszeichnungen (Auswahl)
Golden Globe Award

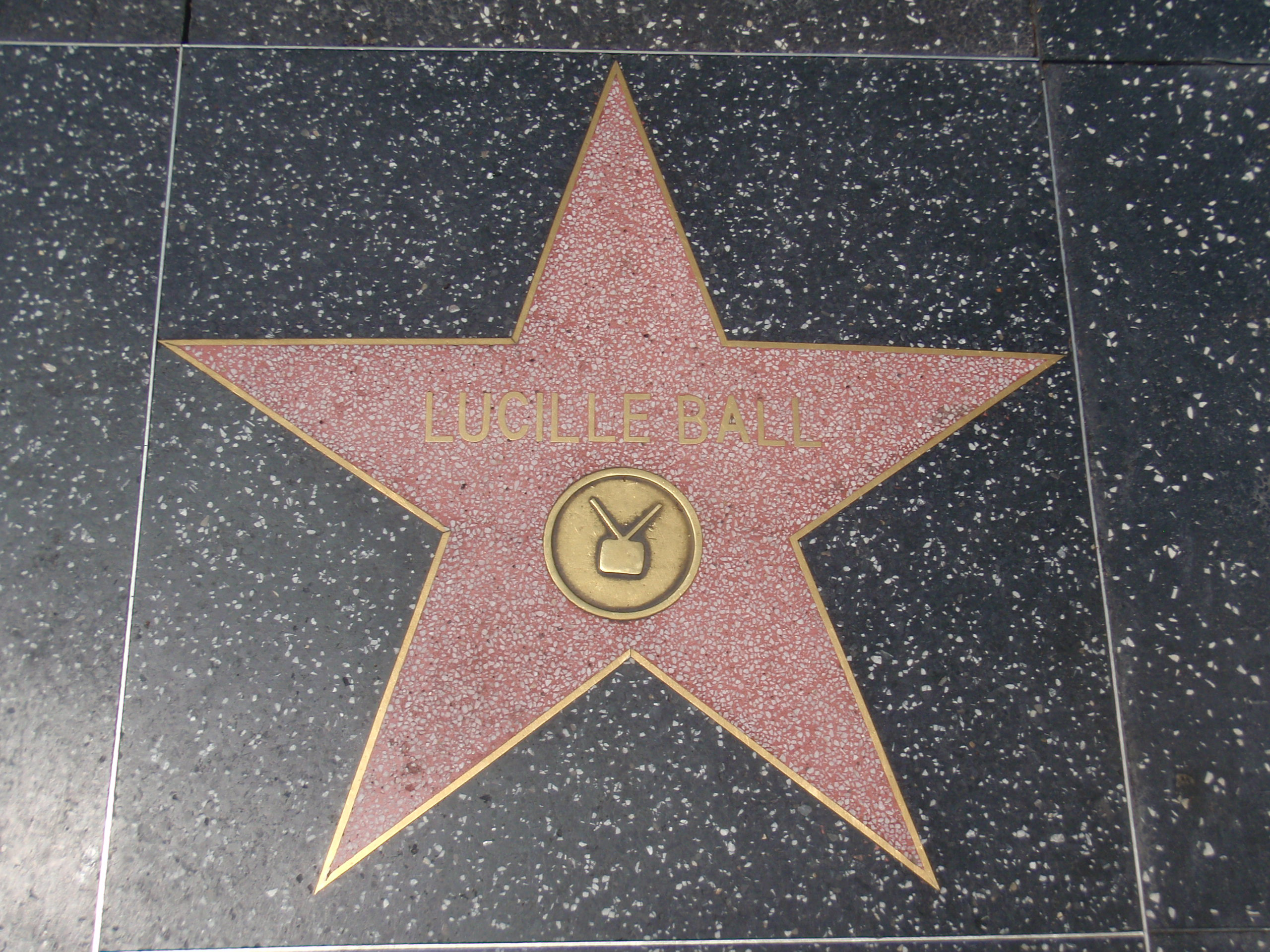
Lucille Balls Stern auf dem Hollywood Walk of Fame für ihre Fernseharbeit

- 1961: Nominierung in der Kategorie Beste Hauptdarstellerin – Komödie oder Musical für So eine Affäre
- 1968: Nominierung in der Kategorie Beste Serien-Hauptdarstellerin für Hoppla Lucy
- 1969: Nominierung in der Kategorie Beste Hauptdarstellerin – Komödie oder Musical für Deine, meine, unsere
- 1970: Nominierung in der Kategorie Beste Serien-Hauptdarstellerin – Komödie oder Musical für Here’s Lucy
- 1975: Nominierung in der Kategorie Beste Hauptdarstellerin – Komödie oder Musical für Mame
- 1979: Cecil B. DeMille Award für das Lebenswerk

Emmy
- 1952: Nominierung in der Kategorie Bester Komiker/Beste Komikerin
- 1953: Nominierung in der Kategorie Herausragendste Persönlichkeit
- 1953: Beste Komikerin
- 1954: Nominierung in der Kategorie Beste Hauptdarstellerin in einer Fernsehserie für I Love Lucy
- 1955: Nominierung in der Kategorie Beste Hauptdarstellerin in einer Fernsehserie für I Love Lucy
- 1956: Nominierung in der Kategorie Beste Komikerin
- 1956: Beste Hauptdarstellerin in einer Fernsehserie für I Love Lucy
- 1957: Nominierung in der Kategorie Beste Hauptdarstellerin in einer Comedyserie für I Love Lucy
- 1958: Nominierung in der Kategorie Beste Hauptdarstellerin in einer Comedyserie für I Love Lucy
- 1963: Nominierung in der Kategorie Beste Hauptdarstellerin in einer Comedyserie für Hoppla Lucy
- 1966: Nominierung in der Kategorie Beste Hauptdarstellerin in einer Comedyserie für Hoppla Lucy
- 1967: Beste Hauptdarstellerin in einer Comedyserie für Hoppla Lucy
- 1968: Beste Hauptdarstellerin in einer Comedyserie für Hoppla Lucy
- 1989: Governors Award

Laurel Award
- 1951: Beste Comedy-Darstellerin für Herz in der Hose
- 1955: Beste Comedy-Darstellerin für Villa mit 100 PS
- 1961: Nominierung in der Kategorie Beste Comedy-Darstellerin für So eine Affäre
- 1968: Beste Comedy-Darstellerin für Deine, meine, unsere

Weitere
- 1960: Zwei Sterne auf dem Hollywood Walk of Fame für Film (6436 Hollywood Blvd.) und Fernsehen (6100 Hollywood Blvd.)
- 1963: Golden Apple Award als kooperativste Schauspielerin
- 1973: Golden Apple Award als weiblicher Star des Jahres
- 1987: Lifetime Achievement Award des American Comedy Award für das Lebenswerk
- 1990: Desert Palm Achievement Award beim Palm Springs International Film Festival (postum)